# Semychody
Semychody (ukr. Семиходи, ros. Семиходы) – stacja kolejowa w pobliżu Czarnobylskiej Elektrowni Jądrowej, w rejonie wyszogrodzkim, w obwodzie kijowskim, na Ukrainie. Leży na linii Czernihów - Semychody. Jest stacją krańcową linii.
Stacja obsługuje personel Czarnobylskiej Elektrowni Jądrowej oraz ruch turystyczny do Strefy Wykluczenia. Istniała przed katastrofą. Po 1986 przeszła modernizację